# The Code Is Red...Long Live the Code
The Code Is Red...Long Live the Code è l'undicesimo album in studio del gruppo grindcore britannico dei Napalm Death. Venne pubblicato il 25 aprile 2005 dalla Century Media.
Un videoclip, diretto da Roger Johansson, venne fatto per la canzone Silence Is Deafening, e uno per la canzone Morale.

## Tracce
1. Silence Is Deafening – 3:48
2. Right You Are – 0:52
3. Diplomatic Immunity – 1:45
4. Code Is Red...Long Live the Code – 3:30
5. Climate Controllers – 3:06
6. Instruments of Persuasion – 2:59
7. The Great and the Good – 4:10
8. Sold Short – 2:47
9. All Hail the Grey Dawn – 4:13
10. Vegetative State – 3:08
11. Pay for the Privilege of Breathing – 1:46
12. Pledge Yourself to You – 3:14
13. Losers – 4:24 – solo nell'edizione limitata in digipak
14. Striding Purposefully Backwards – 2:53
15. Morale – 4:44
16. Our Pain Is Their Power – 4:41

## Formazione
Gruppo
- Mark "Barney" Greenway – voce
- Shane Embury – basso, chitarra, backing vocals
- Mitch Harris – chitarra, backing vocals
- Danny Herrera – batteria

Altri musicisti
- Jello Biafra – voce su The Great and the Good
- Jamey Jasta – voce su Instruments of Persuasion e Sold Short
- Jeff Walker – voce su Pledge Yourself to You